# Fitchburg (Wisconsin)
Fitchburg è una città degli Stati Uniti d'America, situata in Wisconsin, nella Contea di Dane. È un sobborgo della città di Madison.